# キング・デジタル・エンターテインメント
- マイクロソフト > アクティビジョン・ブリザード > キング・デジタル・エンターテインメント
- Xbox > Xbox Game Studios > キング・デジタル・エンターテインメント

King.com Limitedは、スウェーデンのiOSおよびAndroid端末向けのゲームメーカーである。
2012年4月、同社によって開発された大ヒット無料ダウンロードのゲーム、キャンディークラッシュは、まずFacebookで公開され、その後iOSおよびAndroid版が公開された。爆発的な人気なので、収益性も非常に高い。
キングはわずか数年で急激な成長を目指した。2013年の純利益は5億6760万ドル（前年の780万ドルに比べ）、売上高は18億8000万ドル（前年の1億6400万ドルに比べ）だった。
2014年3月27日、ニューヨーク証券取引所に上場した。
2015年11月、米ゲームソフト大手のアクティビジョン・ブリザードにより約59億ドル（約7120億円）で買収された。
日本では2014年4月に「King Japan」を設立し、本格的な展開を進めていく予定であった。しかし、業績は好調だったものの2019年2月にアクティビジョン・ブリザードの方針により「King Japan」を閉鎖して日本から撤退した。
その後ロンドンとサンフランシスコのチームが日本での展開を担当し、2021年3月25日に「クラッシュ・バンディクー ブッとび!マルチワールド」をリリース。
2022年1月18日、マイクロソフトがアクティビジョン・ブリザードを687億ドルで買収することを合意したと発表した。2023年10月13日に買収が完了、マイクロソフト傘下となり、キング・デジタル・エンターテイメントもマイクロソフトおよびXbox Game Studiosの1つとなった。

## 手がけたゲーム
クラッシュ・バンディクー ブッとび!マルチワールド（iOS、Android）
iOS、Android版 / 2021年3月25日、基本無料
キャンディークラッシュ（iOS、Android）
iOS、Android版 / 配信日未定、基本無料

## Facebook日本版で公開されているゲーム
※は日本語で公開。
◆はiPhoneおよびAndroid版が公開
- キャンディークラッシュ※◆
- ファームヒーロー※◆
- Diamond Digger
- Pet Rescue◆
- PYRAMID SOLITAIR※◆
- papa pair※◆
- PEPPER PANIC
- Bubble Witch※◆
- Bubble Witch 2※◆
- Bubble Witch 3※◆